# إيما دروجونوفا

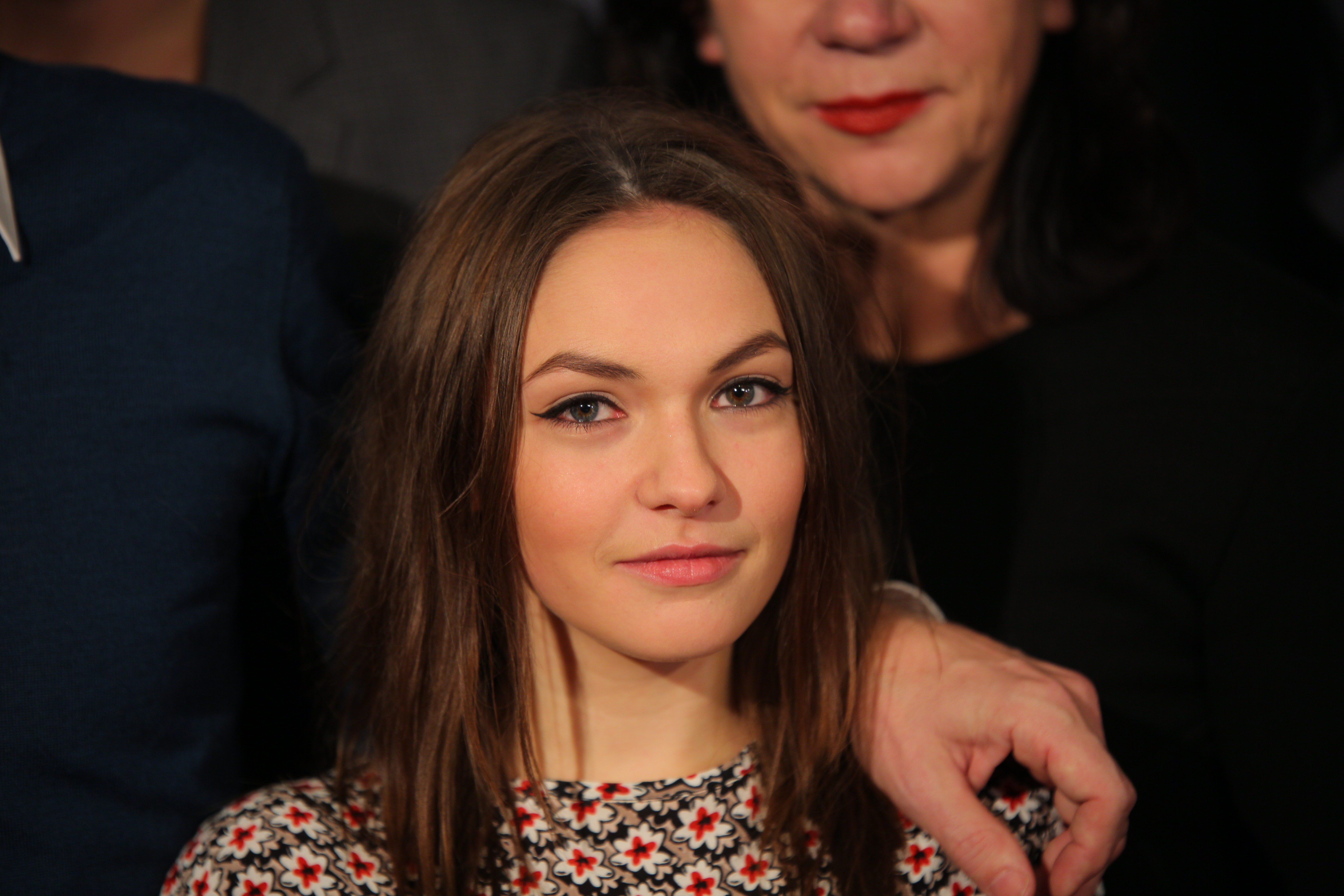
إيما دروجونوفا (2016)

إيما دروجونوفا (بالألمانية: Emma Drogunova) هي ممثلة ألمانية من أصل روسي ولدت في 9. أكتوبر 1995 في تيومين، روسيا.

## حياتها المهنية
ولدت في تيومين في سيبيريا لأبوين روسيين وهاجرت في الثانية من عمرها مع أسرتها إلى ألمانيا. نشأت في برلين واكتسبت خبرة في التمثيل على المسرح في مرحلة الطفولة. في عام 2012 لعبت دور الشابة مارغريت لوي في فيلم التفزيون الألماني ZDF متعدد الأجزاء «أدالون- ملحمة عائلية» (بالألمانية: Adalon - Eine Familiensaga) ومثلت أيضا دور «فيلا» في الفيلم القصير «لا تلمس الأرض»، وهو يحكى قصة فتاة يتعين عليها الاختيار بين أن تكون محبوبة وومشاعر الحب الحقيقية الأولى، ونالت لهذا الفيلم هذا الكثير من الثناء وحصلت على جائزة أفضل ممثلة في مهرجان الفيلم الطلّابي الدولي «سنيمايوبيت» (بالألمانية: Cinemaiubit).
في السنوات التي تلت ذلك ظهرت في الأفلام التلفزيونية "شمالا عند الشمال الغربي، كابنتن هوك" (بالألمانية: Nord bei Nordwest - Käptn Hook)، "الأثر الأخير برلين" (بالألمانية: Letzte Spur Berlin)، "وفوق ذلك رؤية باولا" (بالألمانية: ...und dann noch Paula zu sehen)، ومثلت في المسلسلين التلفزيونيين البوليسيين الألمانيين فولفسلاند (بالألمانية: Wolfsland: Ewig Dein) و"مسرح الجريمة" بنسخته البرلينية (بالألمانية: Tatort Berlin)، كما ظهرت عام 2016 في دور إيفا في الفلم السينمائي "باسم ابنتي" (بالفرنسية: Au nom de ma fille). الأدوار الرئيسية في في مقاطع الفيديو الموسيقية لفنانين مثل رابل (بالإنجليزية: Rapsta) و"ترومر (بالألمانية: Trümmer). في عام 2018 ظهرت في دور أنيشكا في الفيلم السنمائي النمساوي "بائع التبغ" (بالألمانية: Der Trafikant)، في عام 2019 ظهرت في حلقة من مسلسل فيلزبيرغ (بالألمانية: Wilsberg) بعنوان 196 تحت الصفر، وحصلت على دور البطولة في فيلم علي حكم "بوني وبوني" (بالألمانية: Bonnie & Bonnie)، وفي عام 2020 مثلت أدوارا في مسلسل مسرح الجريمة البوليسي وفي فيلم "بورخرت والقتيل عند البحيرة" (بالألمانية: Borchert und der Tote am See) من سلسلة أفلام "جريمة زيورخ".

## بعض من أفلامها
- 2011: كاروسيل (فيلم قصير)
- 2013: أدلون - ملحمة عائلية (تلفزيون ثلاثي الأجزاء، الجزء الأول)
- 2013: لا تلمس الأرض (فيلم قصير)
- 2014: الشمال في الشمال الغربي - كابتن هوك (مسلسل تلفزيوني)
- 2015: المسار الأخير في برلين (مسلسل تلفزيوني، حلقتان)
- 2015: ... ثم باولا (مسلسل تلفزيوني، 3 حلقات)
- 2016: صندوق على شكل قلب (فيلم قصير)
- 2016: باسم ابنتي - قضية كالينكا (فيلم سنمائي)
- 2015: المدعي العام (مسلسل تلفزيوني، الحلقة المميتة)
- 2016: فولفسلاند (مسلسل تلفزيوني)
- 2016: الكاوبوي الأخير (سداسية أفلام تلفزيونية، ظهرت في الحلقة الأخير «الفتاة»)
- 2016: مسرح الجريمة: نحن - أنت - أنت (مسلسل تلفزيوني)
- 2017: جيني (فيلم قصير)
- 2017: فتاة ألفا (فيلم قصير)
- 2017: العودة من أجل الخير
- 2017: منطقة العاصمة (مسلسل تلفزيوني، حلقة مقابل لا شيء ولكل شيء)
- 2017: النقطة العمياء
- 2017: رحلة ليندر الأخيرة (السينما)
- 2017: الوفاة في مدرسة داخلية (تلفزيون من جزأين)
- 2017: قضية لشخصين (مسلسل تلفزيوني، حلقة بدون خدوش)
- 2017: مسرح الجريمة: العودة إلى النور
- 2017: في ظروف أخرى - جنون الحب (مسلسل تلفزيوني)
- 2018: سودشتات
- 2018: زجاج مصنّع
- 2018: ماري براند ورائحة الموت (مسلسل تلفزيوني)
- 2018: محل التبغ
- 2018: مسلسل مكالمة طوارئ (حلقة من المسلسل بعنوان راتنبورغ)
- 2018: حريق ماري - فرصة ثانية (مسلسل تلفزيوني)
- 2019: فيلزبيرغ - ناقص 196 درجة (مسلسل تلفزيوني)
- 2019: بوني وبوني
- 2020: مسرح الجريمة: لا شفقة ولا رحمة (مسلسل تلفزيوني)
- 2020: مسرح الجريمة: العصر الذهبي
- 2020: فيلم الجريمة زيوريخ - بورشيرت والرجل الميت في البحيرة

## جوائز
- 2014: جائزة أفضل ممثلة عن فيلم « لا تلمس الأرض» في مهرجان سينيموبيت السينمائي
- 2018: ترشحت لجائزة إيمي
- 2019: جائزة أفضل ممثلة في مخرجان فيلم هاغن
- 2019: جائزة شوتينغ ستارز الأوروبية

## وصلات خارجية
- إيما دراغونوفا على قاعدة بيانات الأفلام على الإنترنت IMDb (بالانكليزية)
- إيما دراغونوفا على موقع بوابة الفيلم الألمانية
- إيما دراغونوفا على موقع إدارة أعمال الفنانين لاسترادا
- عينات فيديو إيما دراغونوفا على موقع أفلام الممثلين